# Enterprise Center
Enterprise Center (lub Kiel Center, Savvis Center, Scottrade Center) – hala sportowa znajdująca się w Saint Louis w Stanach Zjednoczonych. 

## Użytkownicy
- St. Louis Blues (NHL)

Drużyny wcześniej rozgrywające mecze w hali
- St. Louis Ambush (NPSL)
- St. Louis Stampede (AFL)
- St. Louis Vipers (RHI)
- St. Louis Steamers (MISL)
- River City Rage (NIFL)

## Informacje
- adres: 1401 Clark Avenue St. Louis, Missouri 63103
- data otwarcia: 8 października 1994
- koszt budowy: 135 milionów USD
- architekt: Ellerbe Becket of Kansas City
- pojemność:
  - hokej: 19 022 miejsc
  - koszykówka: 21 000 miejsc